# Feri Balin
Feri Balin (inițial Feri Balint) (n. 15 octombrie 1973, Cristuru Secuiesc, județul Harghita) este pseudonimul lui Forgách Ferenc, un scriitor român de literatură științifico-fantastică.

## Viață literară
A debutat cu povestirea Casa de vacanță. A publicat mai multe povestiri: A șasea poruncă, Damnatul, Eternele roluri, Extrem, Overwrite, Planeta zeilor, Să nu te temi ,Creator, Consolarea, etc
A debutat pe "hârtie" cu povestirea "Restricția" în volumul colectiv Alte Țărmuri.
Povestirea sa „Fericitul viitor” a apărut în Almanah Anticipația 2016 din 2015.

## Afiliații
Este membru fondator al Societății Române de Science-Fiction și Fantasy alături de Dănuț Ungureanu, Marian Truță, Mihai Dan Pavelescu, Sebastian A. Corn ( Florin Chirculescu), Cristian Mihail Teodorescu, Dumitru Claudius Stătescu, Sorin Camner și Cristian Tamaș.
Este membru activ al Cenaclului ProspectArt.

## Premii
- Premiul 2 (ex aequo cu Ștefana Czeller) la Concursul de Proză Scurtă Helion ediția 2009 pentru povestirea "Crima Necesară"[10]
- Premiul 2 la Concursul de Proză Scurtă Helion ediția 2010 pentru povestirea "Ultima naștere"[necesită citare]